# Сандетс (Атлантические Пиренеи)
Санде́тс (фр. Sendets) — коммуна во Франции, находится в регионе Аквитания. Департамент — Атлантические Пиренеи. Входит в состав кантона Пе-де-Морлаас и дю Монтанерес. Округ коммуны — По.
Код INSEE коммуны — 64518.

## География
Коммуна расположена приблизительно в 650 км к югу от Парижа, в 175 км южнее Бордо, в 9 км к востоку от По.
На северо-западе коммуны протекает река Ус-де-Буа.

### Климат
Климат тёплый океанический. Зима мягкая, средняя температура января — от +5°С до +13°С, температуры ниже −10 °C бывают редко. Снег выпадает около 15 дней в году с ноября по апрель. Максимальная температура летом порядка 20-30 °C, выше 35 °C бывает очень редко. Количество осадков высокое, порядка 1100 мм в год. Характерна безветренная погода, сильные ветры очень редки.

## Население
Население коммуны на 2010 год составляло 851 человек.
| 1962 | 1968 | 1975 | 1982 | 1990 | 1999 | 2010 |
| ---- | ---- | ---- | ---- | ---- | ---- | ---- |
| 359  | 407  | 454  | 561  | 640  | ...  | 851  |

## Администрация
| Период | Период | Фамилия          | Партия                  | Примечания |
| ------ | ------ | ---------------- | ----------------------- | ---------- |
| 1945   | 1965   | Мишель Лаказ     |                         |            |
| 1965   | 1989   | Жан Нуге         |                         |            |
| 1989   | 2001   | Анри Доннадьё    |                         |            |
| 2001   | 2020   | Мишель Плиссонно | Социалистическая партия |            |

## Экономика
В 2010 году среди 543 человек трудоспособного возраста (15-64 лет) 392 были экономически активными, 151 — неактивными (показатель активности — 72,2 %). Из 392 активных жителей работали 382 человека (193 мужчины и 189 женщин), безработных было 10 (6 мужчин и 4 женщины). Среди 151 неактивных 50 человек были учениками или студентами, 63 — пенсионерами, 38 были неактивными по другим причинам.

## Достопримечательности
- Руины церкви Нотр-Дам (разрушена в 1853 году)[4]
- Церковь Успения Пресвятой Богородицы (построена в 1853 году к северу от разрушенной церкви Нотр-Дам)[5]

## Города-побратимы
- Альфахарин (Испания, с 1994)

## Фотогалерея
- Сандетс
- Сандетс
- Сандетс
- Церковь Успения Пресвятой Богородицы